# Ilhas Cocos (Keeling)
As Ilhas Cocos ou dos Cocos, ou Ilhas Keeling (conhecidas oficialmente como Ilhas Cocos (Keeling); em inglês: Cocos (Keeling) Islands), são um dos territórios da Austrália, com cerca de 630 habitantes (2005). Este arquipélago australiano de 14 km² tem 27 ilhas, mas apenas Ilha Home e Ilha Ocidental (a capital) são habitadas.
Situadas no oceano Índico, a noroeste da Austrália e a cerca de 580 milhas a sudoeste de Java, são cobertas por uma floresta tropical úmida. Muitas aves, rica vegetação e uma variedade de vida marinha. As ilhas também têm terreno acidentado e várias quedas de água. Formam dois atóis de coral densamente cobertos por coqueiros.

## História
As ilhas eram desabitadas em 1609, quando o capitão britânico William Keeling, da Companhia das Índias (East India Company) as descobre.
Em 1827, John Clunies-Ross, marinheiro escocês, funda uma colónia composta por habitantes malaios. Posteriormente, em 1831, as ilhas tornam-se propriedade da família Clunies-Ross. Seis anos mais tarde, em 12 de abril de 1836, chegando às Ilhas Cocos, Charles Darwin escreve a Teoria da Formação dos Atóis e Recifes de Coral. Em 1857, o território é formalmente anexado pelo Reino Unido, tornando-se uma colónia da Coroa. Fez parte de Ceilão entre 1878 e 1886 e entre 1942 e 1946, e dos Estabelecimentos dos Estreitos entre 1886 e 1942. Entre 1946 e 1951, foi agregado a Singapura.
O governo australiano assume o controle do arquipélago a partir de 1955, comprando quase todas as propriedades dos Clunies-Ross em 1978. A administração local ganha maior autonomia com a criação, em 1979, do Conselho das Ilhas Cocos. Após um plebiscito que aprova a integração do arquipélago à Austrália, em 1984, a população recebe cidadania australiana plena.
Em 1993, a família Clunies-Ross perde as últimas posses para o governo australiano.

## Economia
O coco e a copra são os únicos produtos comercializados pelo território. A população local, em sua maioria muçulmana, importa da Austrália quase tudo que consome. A moeda de troca é o dólar australiano.

## Geografia
As Ilhas Cocos (Keeling) consistem em dois atóis de corais, planos, com uma área de cerca de 14,2 km², 2,6 km de linha de costa, e altitude máxima de 5 m. Estão densamente cobertas por coqueiros e outra vegetação. O clima é agradável, moderado por ventos de sudeste durante cerca de nove meses por ano e com precipitação moderada. Os ciclones podem ocorrer nos primeiros meses do ano.
A ilha Keeling do Norte é um atol com uma ilha em forma de C, quase fechado e com uma abertura para a lagoa, com cerca de 50 m de largura do lado oriental. A ilha tem 1,1 km² e é desabitada. A lagoa tem cerca de 0,5 km².
As ilhas Keeling do Sul são um atol com 26 ilhéus formando um atol anelar incompleto, com área total de 13,1 km². Só a Ilha Home e a Ilha Ocidental são povoadas.
Por curiosidade, as Ilhas Cocos (Keeling) ficam perto dos antípodas da Ilha do Coco, da Costa Rica.